# Catedral Basílica Menor Nossa Senhora da Glória
A Catedral Metropolitana Basílica Menor de Nossa Senhora da Glória é um templo católico do município brasileiro de Maringá, no estado do Paraná, onde se encontra a cátedra da Arquidiocese de Maringá.
Localizada na Avenida Tiradentes, é considerada símbolo da cidade.

## História
Em 1946, uma modesta capela de madeira foi construída no local, que com a criação da Diocese de Maringá, em 1956, passou à condição de catedral. No ano de 1958, Dom Jaime Luiz Coelho, então bispo de Maringá, iniciou os preparativos para a construção de um novo e moderno templo, enquanto o antigo foi desmontado e suas tábuas foram destinadas à construção de casas populares.
A nova catedral, de arquitetura brutalista e traços modernos, foi idealizada por Dom Jaime e projetada pelo arquiteto José Augusto Bellucci.
Sua pedra fundamental, um pedaço de mármore retirado das escavações da Basílica de São Pedro pelo Papa Pio XII, foi lançada em 15 de agosto de 1958, em cerimônia promovida pelo Bispo Diocesano Dom Jaime Luiz Coelho e presidida pelo então Arcebispo de Curitiba, Dom Manuel da Silveira D'Elboux. A Catedral, dedicada à Nossa Senhora da Glória, foi construída no período de julho de 1959 a maio de 1972. Sua obras em concreto foram concluídas quase quatorze anos depois, em 10 de maio de 1972, coincidindo com o aniversário de 25 anos do município de Maringá, sendo consagrada no dia 3 de maio de 1981. Em 21 de janeiro de 1982 recebeu o título de Basílica Menor.

## Características
Sua porta principal está voltada para o norte; a Capela do Santíssimo para o sol nascente e a do Batistério para o poente. Ao sul, a grande porta que leva a cripta, que está sob o altar mor. No interior dos dois cones, à quarenta e cinco metros de altura, encontra-se o ossário, com 1.360 lóculos nos quais os fiéis adquirem para guardar os restos mortais de seus entes queridos.

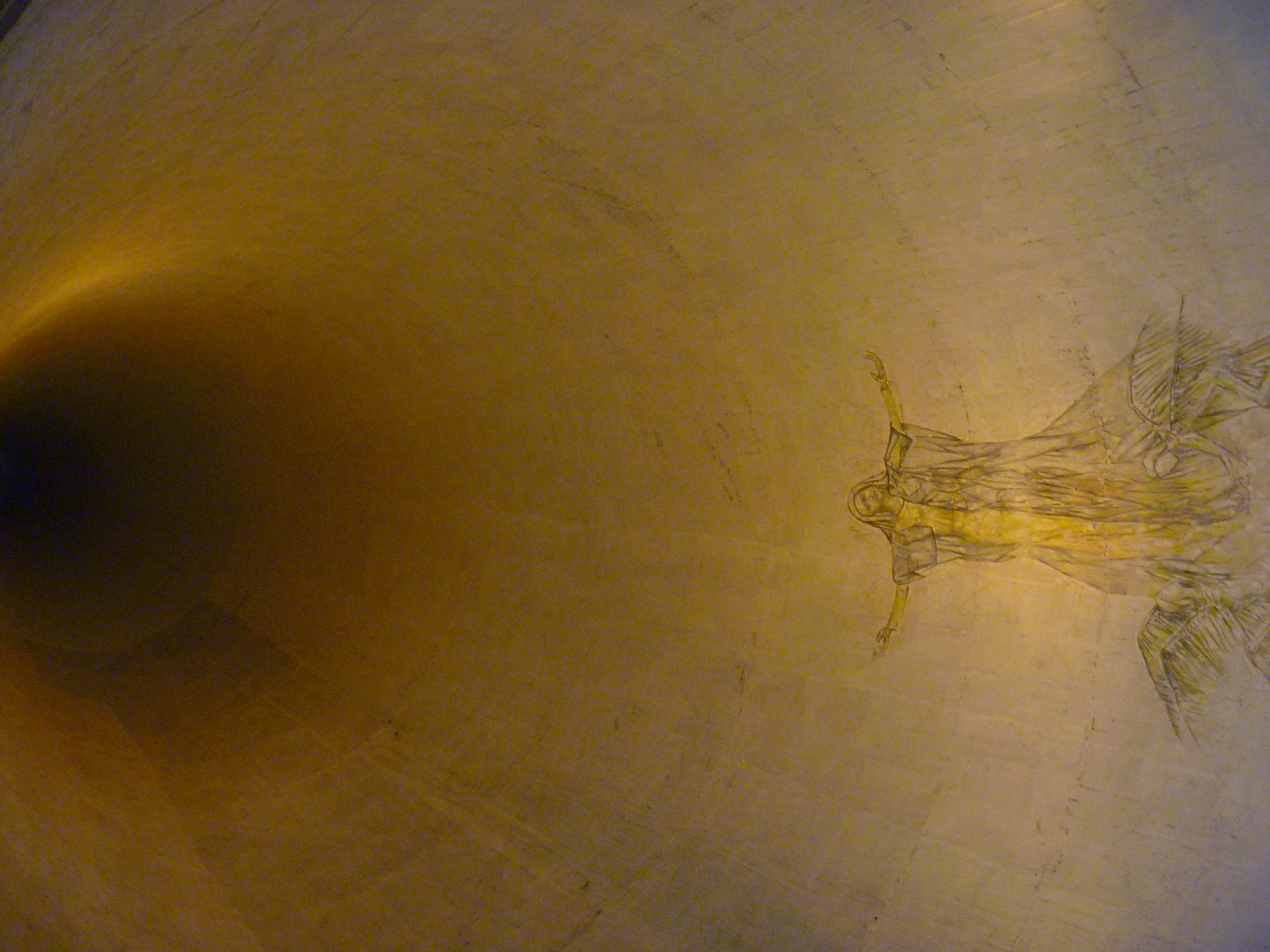
Interior da Catedral de Maringá.

Foi inspirada e idealizada na era dos Sputniks (a palavra "poustinikki" designa o peregrino que se afasta do mundo para ficar mais perto de Deus). 
A Catedral de Maringá é considerada a mais alta da América Latina e o décimo monumento religioso em altura no mundo. De forma cônica, possui um diâmetro de cinquenta metros e uma nave única, circular, com diâmetro interno de trinta e oito metros. O cone possui uma altura externa de cento e catorze metros, sustentando uma cruz de dez metros, totalizando cento e vinte e quatro metros de altura. Sua capacidade é de três mil e quinhentas pessoas, que podem ser distribuídas em duas galerias internas superpostas. Os painéis no interior da Catedral são obras do artista plástico Zanzal Mattar.
Em 2022, no ano de seu jubileu, a Catedral recebeu novos sinos.
Contornando a Catedral estão os espelhos d’água, fontes luminosas com chafariz que jorram suas águas a mais de cinco metros de altura. Tem como vizinhos o Parque do Ingá e a Prefeitura de Maringá.

## Dados
- Altura: 114 metros de altura + 10 metros de cruz no topo = 124 metros de altura totais;
- Altura livre: 84 metros;
- Diâmetro externo: 50 metros;
- Diâmetro Interno: 38 metros;
- Vitrais: 16, da autoria de Lorenz Osterroht.
- Crucifixo: feito de madeira com 7 metros, obra do escultor Conrado Moser.

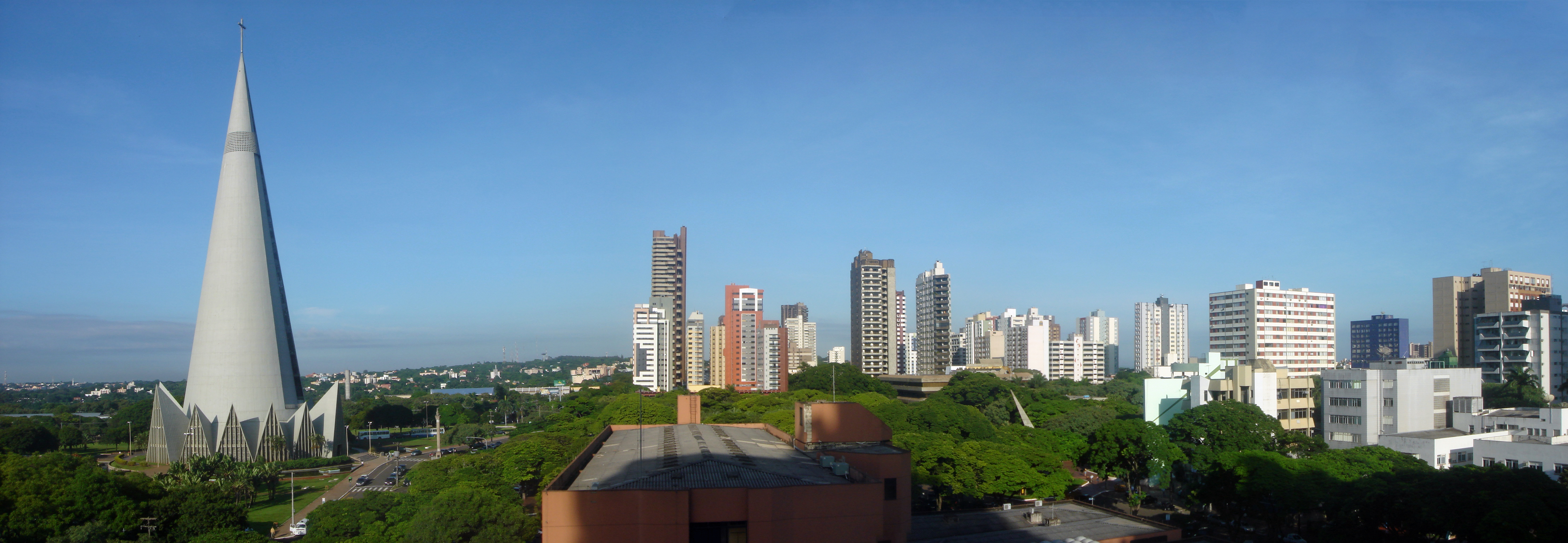
Vista panorâmica do centro da cidade com a catedral à esquerda

- Capacidade: 4700 pessoas.
- Obras pictóricas: Zanzal Mattar.

## Arcebispos
- Jaime Luiz Coelho (1980-1997), já falecido;
- Murilo Sebastião Ramos Krieger (1997-2002), atualmente Arcebispo emérito de Salvador
- João Braz de Aviz (2002-2003), no momento, cardeal;
- Anuar Battisti (2004-2019);
- Severino Clasen (2020-presente).

## Galeria

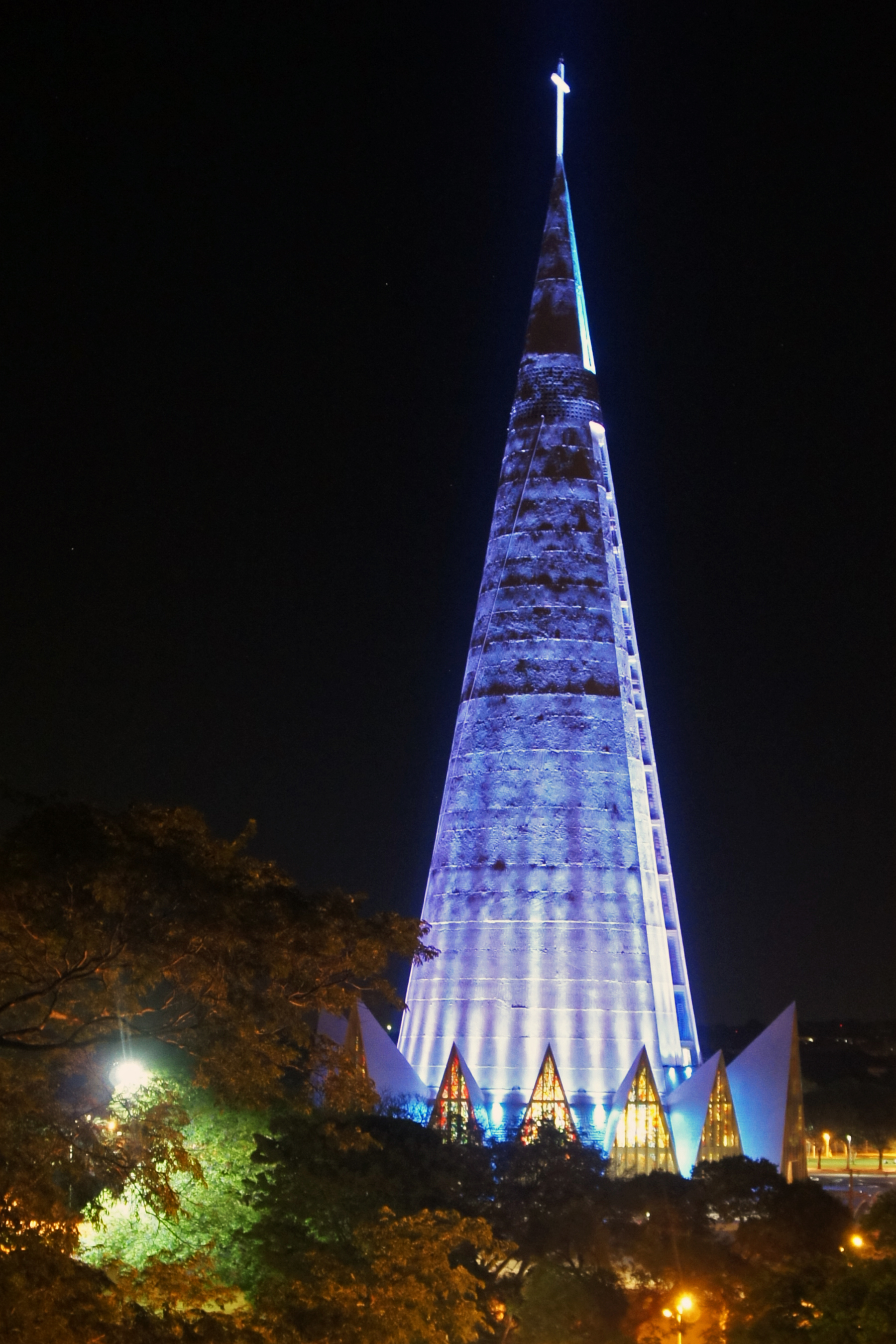
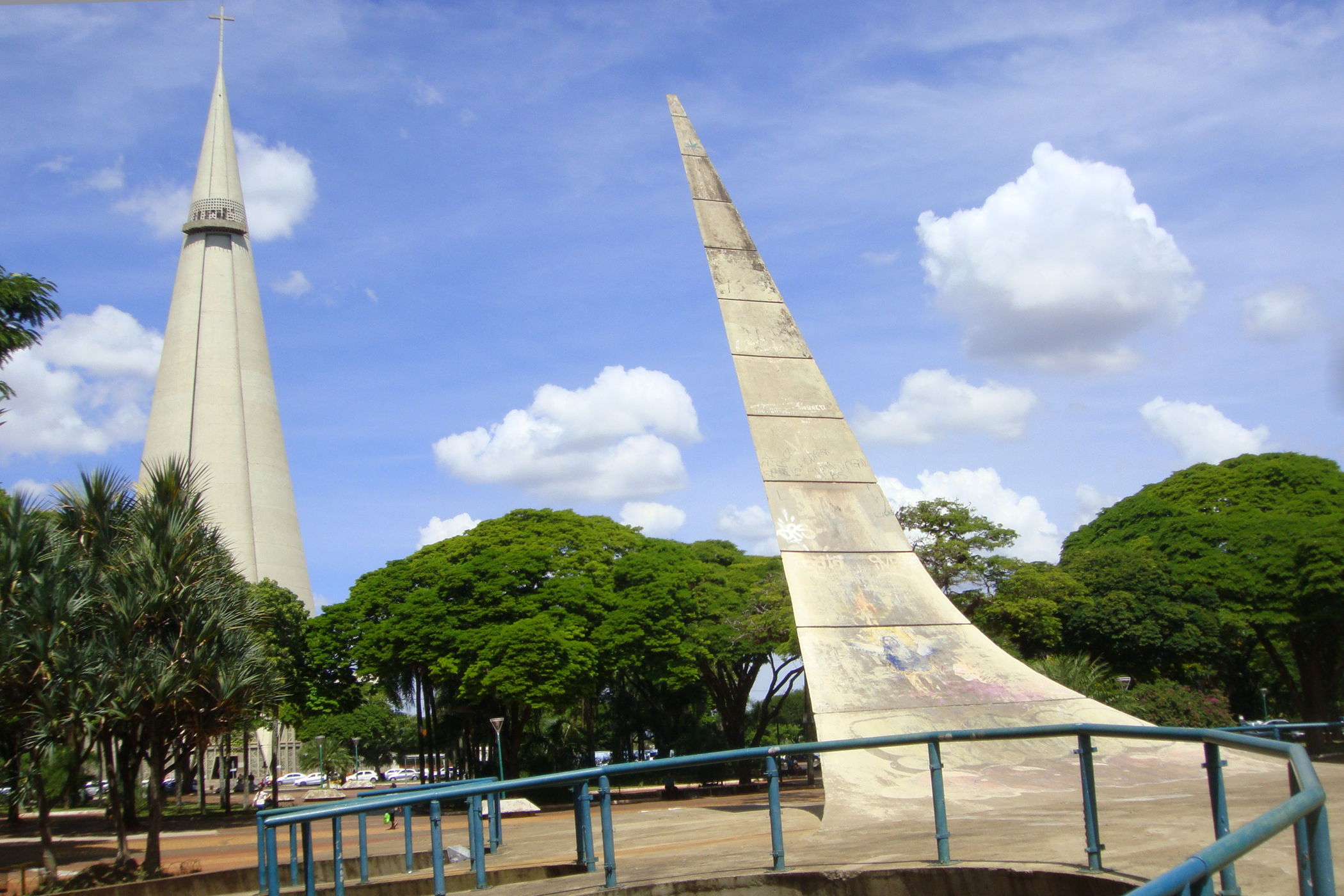
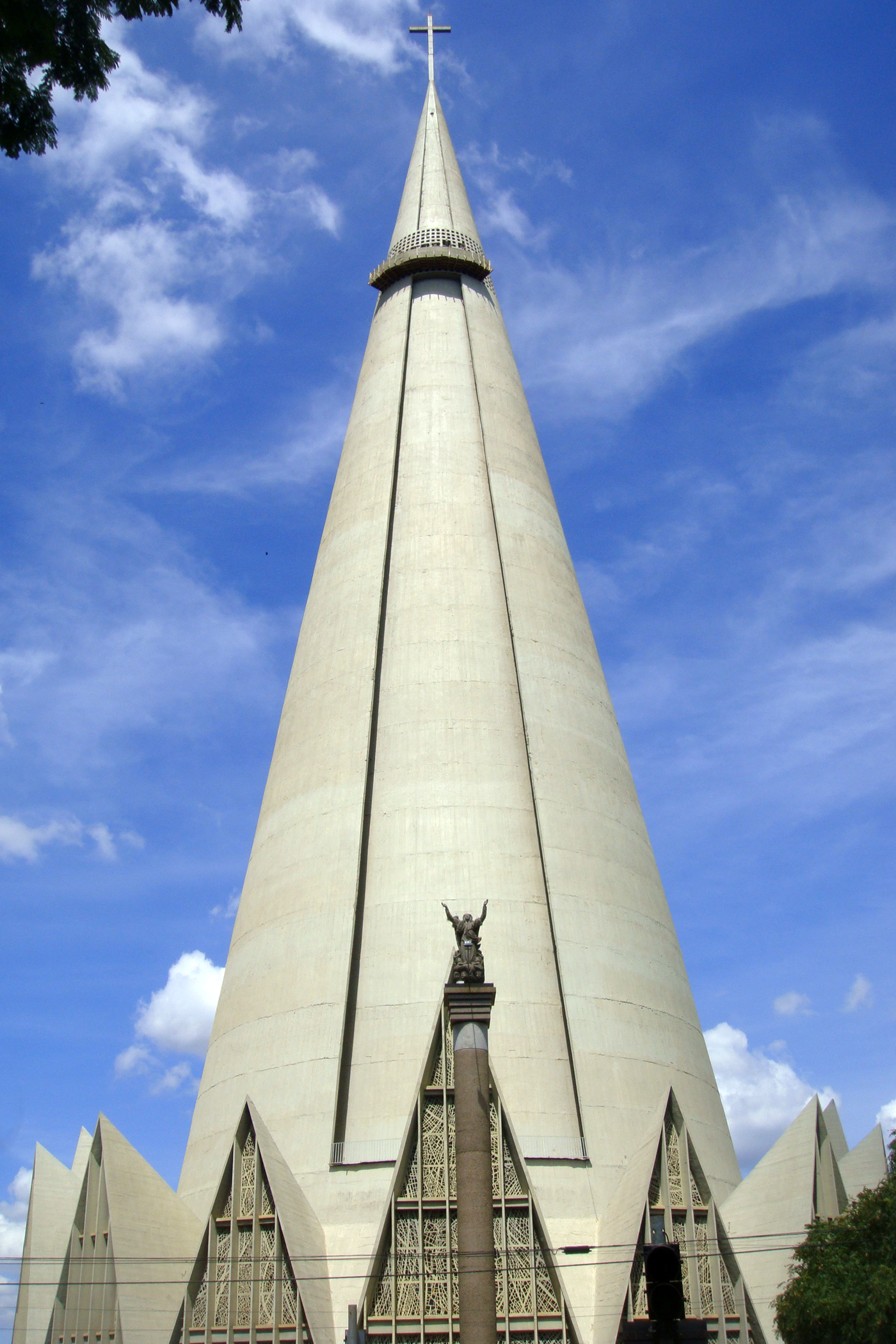